# 客路镇
客路镇，是中华人民共和国广东省湛江市雷州市下辖的一个乡镇级行政单位。

## 行政区划
客路镇下辖以下地区：
客路社区居委、客糖社区居委、客路村、曲溪村、大家村、水标村、迈港村、高桥村、泰坡村、高上村、车路村、上梁村、东山村、恒山村、本立村、六梅村、湖南村、迈哉村、坡仔村、迈坦村、湖仔村、塘塞村、赵宅村、顶尾村、宅仔村、上塘村、林排村、东坑村、深坑村、饶里村、高坡村和三塘村。